# اسلیک ریک
ریچارد مارتین لوید والترز (به انگلیسی: Richard Martin Lloyd Walters) (متولد ۱۴ ژانویه ۱۹۶۵)، معروف به اسلیک ریک (به انگلیسی: Slick Rick)، خواننده رپ و تهیه‌کننده موسیقی است.
اسلیک ریک در اواسط دهه ۱۹۸۰ با Doug E. Fresh &amp; the Get Fresh Crew به شهرت رسید. آهنگ‌های آنها " The Show " و " La Di Da Di " از کلاسیک اولیه هیپ هاپ محسوب می‌شوند. "La Di Da Di" یکی از نمونه آهنگهای تاریخ است.
در سال ۱۹۸۶، اسلیک ریک سومین هنرمندی شد که با دف جم رکوردینگز قرارداد امضا کرد. وی چهار آلبوم منتشر کرده‌است: ماجراهای بزرگ اسلیک ریک (۱۹۸۸)، پشت فرمانروا (۱۹۹۱)، پشت میله‌ها (۱۹۹۴) و هنر قصه گویی (۱۹۹۹). از موسیقی وی بیش از ۱۰۰۰ بار نمونه برداری و استنباط شده‌است در ده‌ها آهنگ توسط هنرمندان، از جمله امینم، بیانسه، ماریا کری، بیستی بویز، TLC، Nas، مایلی سایرس، کانیه وست، Black Star، نوتوریوس بی.آی.جی، اسنوپ داگ، ام سی رن، مونتل جردن و Color Me Badd. در این روند، اسلیک ریک به یکی از نمونه‌ترین هنرمندان هیپ هاپ تبدیل شده‌است. بسیاری از این آهنگ‌ها بر اساس نمونه‌های اسلیک ریک به تک آهنگ‌های محبوب تبدیل شدند.

## اوایل زندگی
والترز در جنوب غربی لندن در منطقه میچام از والدین جامائیکایی در خیابان ۱ برد گیبسون متولد شد. وی در دوران کودکی توسط شیشه شکسته از چشم راست کور شد. در سال ۱۹۷۶، او و خانواده اش به ایالات متحده مهاجرت کردند و در منطقه بایچستر در برانکس مستقر شدند. ریک در دبیرستان موسیقی و هنر Fiorello H. Laguardia، جایی که وی در رشته هنرهای تجسمی تحصیل می‌کرد، با دانا دان دیدار کرد. این زوج دوست صمیمی شدند و خدمه Kangol را تشکیل دادند، در مسابقات مدرسه، پارک‌ها و کلوپ‌های کوچک محلی بازی می‌کردند.
ریک در یک نمایشگاه استعدادیابی در سال ۱۹۸۴ که وارد آن شد، با داگ ای. فرس ملاقات کرد. داگ که از استعداد ریک تحت تأثیر قرار گرفته بود، وی را به عضویت Get Fresh Crew خود درآورد (که دی جی‌های Chill Will و Barry Bee را نیز شامل می‌شد). بیت باکس داگ و جریان تازه ریک " نمایش " / " لا دی دا " را به سرودهای بین‌المللی تبدیل کرد که موسیقی رپ را روی سر خود چرخاند و سکوی پرتاب "بزرگترین قصه گوی هیپ هاپ" شد.

## حرفه

### شهرت اولیه
کار وی از سال ۱۹۸۵ آغاز شد. والترز اولین موفقیت در صنعت رپ پس از پیوستن به دست آورد داگ E. تازه اون مطلع تازه خدمه، با استفاده از نام مرحله MC ریکی D. او در تک "برجسته بود نمایش " و حتی محبوب تر آن ساید، " لا دی دا دی "، که والترز برجسته، رپ بر داگ E. تازه  های ضرب دهانی. هر دو مسیر مورد توجه اصلی قرار گرفتند، آنها در بهترین‌های پاپ و Soul Train با Get Fresh Crew ظاهر شدند. با تأمل در مورد گوهر دو طرفه در مجله Rolling Stone، درامر Roots و رهبر امشب نمایشگر اهمیر "Questlove" تامپسون گفت: "نقطه خالی: صدای اسلیک ریک زیباترین چیزی بود که برای فرهنگ هیپ هاپ اتفاق افتاد [. . .] ریک پر از خط خطی، شوخ طبعی، ملودی، آهنگ عالی، اعتماد به نفس و سبک است. او طرح اصلی است. "
در سال ۱۹۸۶، اسلیک ریک به مدیریت راش هنرمند راسل سیمونز پیوست و سومین هنرمندی شد که با دف جم رکوردینگز, برچسب برجسته رپ / هیپ هاپ در آن زمان امضا کرد. والترز با همکاری دوست خود، دی جی ونس رایت، اولین اثر انفرادی خود را با نام The Great Adventures of Slick Rick تولید کرد که در سال ۱۹۸۸ در Def Jam به نمایش درآمد. این آلبوم بسیار موفق بود و به No. 1 نقطه در بیلبورد R & B / Hip-Hop دیده چارت ' این برنامه همچنین شامل سه تک نمودار: " داستان کودکان "، " هی دنیای جوان " و " عشق نوجوان " است. این انتشار به دلیل داستان پردازی و شخصیت پردازی‌های آوازی شهرت دارد. مت وینر ، منتقد نوشت: "با ترکیب لهجه دیک ون دایک بر روی ریک و سبک روایی منحصر به فرد او، این رکورد یک اثر کلاسیک فوری بود." "هر یک از آهنگ‌های ریک یک داستان سرگرم کننده و جذاب بود که از شیار اول تا آخرین مورد ادامه داشت."

### حبس و آلبوم‌های بعدی
در سال ۱۹۸۹، مادر والترز، ورونیکا، اولین پسر عموی خود، مارک پلامر را به عنوان محافظ خود استخدام کرد. تا سال ۱۹۹۰، پلامر تبدیل به یک مسئولیت شده بود، که چندین بار تلاش کرده بود از این هنرمند پول بدزد. پلامر اخراج شد و از رضایت نامه بسته خود، چند بار تلاش کرد تا والترز را سرقت کند و همچنین تهدید به کشتن رپر و مادرش کرد. وقتی والترز سوراخهای گلوله را در درب ورودی خود یافت، برای محافظت اسلحه خرید. در ۳ ژوئیه ۱۹۹۰، والترز پلامر را در محله خود مشاهده کرد و حداقل چهار شلیک کرد. یک گلوله به پلامر اصابت کرد. دیگری رهگذر را در پا گرفت. هیچ‌یک از آنها صدمات تهدید کننده زندگی را متحمل نشده‌اند.
وی سرانجام به اتهام دو مورد سوء قصد به قتل و اتهامات دیگر از جمله تعرض، استفاده از اسلحه گرم و داشتن سلاح جنایی اعتراف کرد. این رپر آن را اقدامی برای دفاع از خود خواند. وی پنج سال را در زندان گذراند، دو سال به جرم اتهام سو قصد به درجه دو در آن زمان که برای تیراندازی دریافت کرد و سه سال نیز به دلیل مبارزه با خدمات مهاجرت و تابعیت برای اقامت در آمریکا. وی در سال ۱۹۹۷ از زندان آزاد شد.
والترز پس از صدور وثیقه توسط راسل سیمونز، آلبوم دوم خود را به نام The Ruler's Back ضبط کرد که در سال ۱۹۹۱ منتشر شد. علی‌رغم اوج گرفتن در No. 29 در بیلبورد ۱۰۰، آلبوم نظرات متفاوتی را دریافت کرد و از نظر تجاری مانند اولین موفقیت او موفق نبود. در فیلم مستند The Show، راسل سیمونز در حالی که با والترز در جزیره ریکرز زندانی بود مصاحبه کرد.
سومین آلبوم استودیویی والترز (چهارمین آلبوم Def Def) پشت میله‌ها در سال ۱۹۹۴ منتشر شد، در حالی که وی هنوز در زندان بود. با فروش ولرم و بررسی روبرو شد. پشت میله‌ها در No. 11 در Billboard Top R & B / Hip-Hop Albums، و No. 51 در Billboard 200.

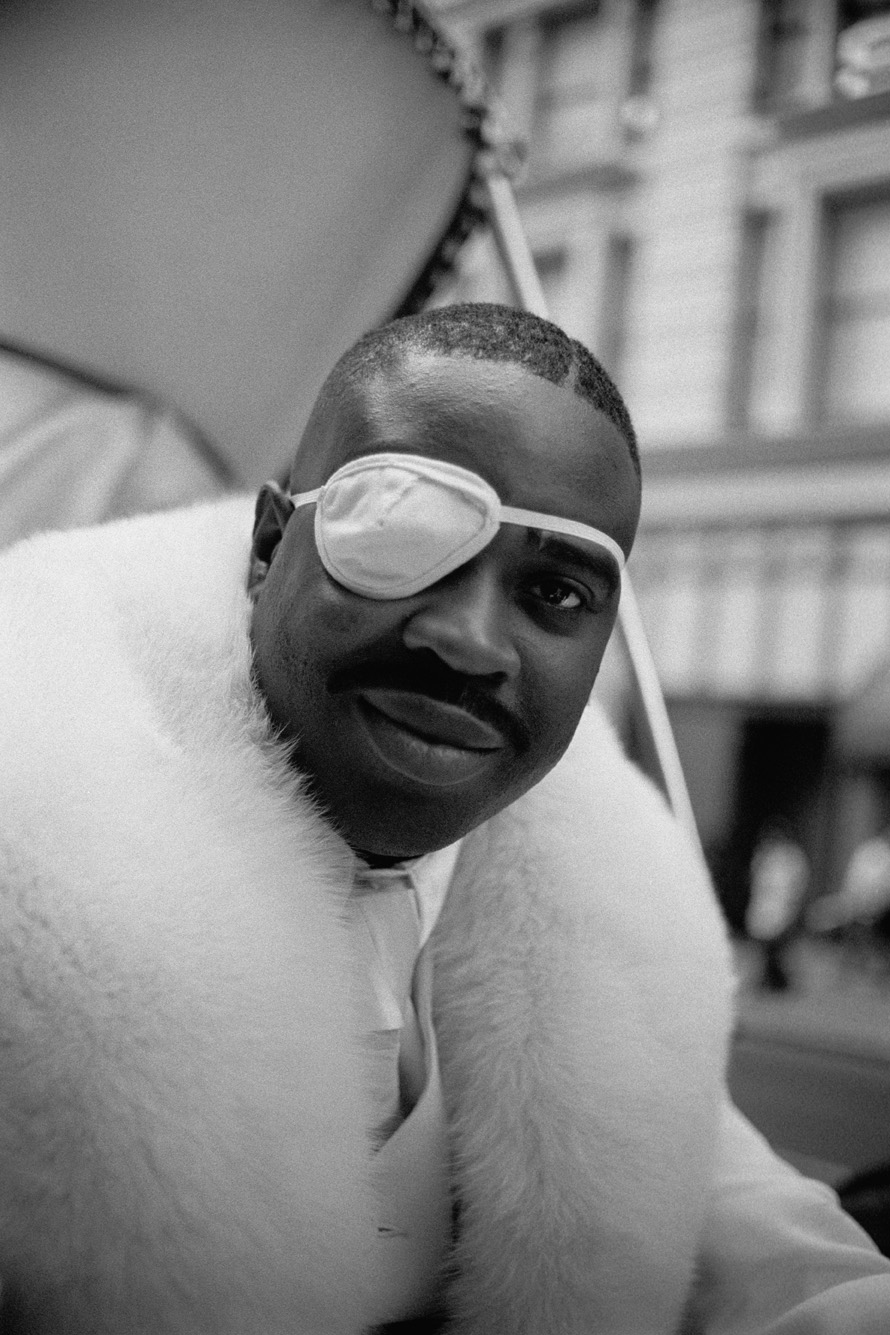
اسلیک ریک، نیویورک سیتی، ۱۹۹۷

والترز با برچسب Def Jam باقی ماند و در تاریخ ۲۵ مه ۱۹۹۹، آلبوم چهارم را با عنوان هنر قصه گویی منتشر کرد. به‌طور کلی پیگیری معتبر برای اولین بار در سال ۱۹۸۸ در نظر گرفته شد، هنر قصه گویی یک آلبوم بازگشت هنری موفق بود که او را با MCهای پرکار مانند Nas , OutKast , Raekwon و Snoop Dogg جفت کرد. لس آنجلس تایمز آن را به عنوان "بازگشت پیروزمندانه نخ ریسی نخ ریسی" اعلام کرد و آهنگ "2 Way Street" را "جایگزینی بسیار ضروری برای شایع زن ستیزی رپ" خواند. این نمودار بالاتر از هر نسخه قبلی Slick Rick است: خیر ۸ در Billboard 200؛ نه ۱ در نمودار آلبوم‌های R & B / Hip-Hop.
والترز پس از اجرا در کشتی تفریحی کارائیب در ژوئن ۲۰۰۱، هنگام ورود مجدد از طریق فلوریدا به ایالات متحده توسط سرویس مهاجرت و تابعیت (INS) دستگیر شد. بلافاصله به او گفته شد که طبق قانونی اجازه داده می‌شود تا خارجیانی را که به جرم جنایت محکوم شده‌اند، اخراج کنند. ریک به‌طور مداوم از قرار وثیقه خودداری می‌شد، اما پس از ۱۷ ماه زندان او در ۷ نوامبر ۲۰۰۳ آزاد شد. در اکتبر ۲۰۰۶، وزارت امنیت داخلی تلاش جدیدی را برای اخراج والترز به انگلستان آغاز کرد، پرونده را از دادگاه تجدیدنظر برای مدار دوم در نیویورک به محافظه کارتر یازدهم منتقل کرد. دادگاه در آتلانتا، جورجیا مستقر است اما انتظار می‌رفت دادگاه در فلوریدا ادامه یابد، جایی که در ابتدا مأموران مهاجرت والترز را دستگیر کردند.
در ۲۳ مه ۲۰۰۸، فرماندار نیویورک، دیوید پاترسون، به اسلیک ریک بخشودگی کامل و بدون قید و شرط در مورد اتهامات قتل را صادر کرد. از زمان اقدام به قتل، استاندار از رفتار خود راضی بود. اسلیک ریک داوطلبانه وقت خود را برای راهنمایی بچه‌ها در مورد خشونت ارائه داده‌است.

### زندگی بعدی و شغلی
والترز، چهار سال پس از آشنایی این دو در یک کلوپ شبانه در منهتن، در آوریل ۱۹۹۷ با همسرش مندی آراگونز ازدواج کرد. این مجری دو فرزند به نام‌های ریکی مارتین لوید سانتیاگو و لاتیشا والترز از یک رابطه قبلی دارد. او و همسرش حدود دوازده مورد از مجموعه خود را به موزه ملی تاریخ و فرهنگ آمریکایی آفریقایی اسمیتسونیان اهدا کرده‌اند.
اسلیک ریک و گروه Soul Rebels در ۲۱ ژوئن ۲۰۱۲ در واشینگتن دی سی در تئاتر تاریخی هوارد که در آوریل ۲۰۱۲ دوباره افتتاح شد همکاری کردند.
در سال ۲۰۱۴، ریک در کنسرت Will.i.am "Trans4M" شرکت کرد که بیش از ۲٫۴ دلار درآمد کسب کرد میلیون برای بنیاد i.am.angel تهیه‌کننده موسیقی.
در تاریخ ۱۵ آوریل ۲۰۱۶، به ریک تابعیت ایالات متحده اعطا شد و اظهار داشت: «من به این لحظه بسیار افتخار می‌کنم - و به همین دلیل افتخار کردم که سرانجام شهروند آمریکا شدم.» وی همچنین تابعیت انگلیس خود را حفظ خواهد کرد.
در تاریخ ۲ نوامبر ۲۰۱۸، ریک تک آهنگ "Snakes Of The World Today" را منتشر کرد.
در سال ۲۰۲۰، ریک در آلبوم Westside Gunn Who Made the Sunshine حضور داشت.

## افتخارات
در تاریخ ۶ اکتبر ۲۰۰۸، از ریک در نمایش افتخارات هیپ هاپ VH1 تقدیر شد.
دریکی ازمصاحبه های معروف اسنوپ داگ از معروفترین رپرهای ساحل غربی ،از اسلیک ریک بعنوان بهترین رپر دوران نام برد.

## سبک رپ
منتقدان موسیقی سبک اسلیک ریک را تحسین می‌کنند. روزنامه‌نگار موسیقی پیتر شاپیرو نوشت، " "داستان کودکان" به دلیل ساختار روایی و درک ریک از چگونگی جزئیات صوتی بسیار مهم - مانند استفاده از صدای زن و رپ خمیازه - برای سبک هیپ هاپ مهم بود. "
وی عمدتاً به خاطر داستانهای قصه مانند «داستان کودک» و «لا دی دا» شناخته شده‌است. شاپیرو می‌نویسد که وی «هنر روایت را تا حد زیادی به هیپ هاپ وارد کرد … هیچ‌یک از چرخنده‌های قافیه‌های پیکارسک که پیروی کردند، این کار را با همان لطف و شوخ‌طبعی انجام ندادند.» ال‌میوزیک اظهار داشت که وی «شهرت بزرگترین داستان سرای هیپ هاپ» را دارد. در کتاب بررسی تکنیک، اسلیک ریک می‌گوید، «من هرگز نوعی نبودم که بگویم رپ‌های سبک آزاد باشد، من معمولاً داستانی را تعریف می‌کنم و برای انجام این کار همیشه باید از قبل کارها را انجام می‌دادم.» کول مو دی اظهار داشت: «اسلیک ریک هنر از دست رفته قصه گویی هیپ هاپ را به سطحی ارتقا داد که دیگر هرگز دیده نشده‌است.» دیوین شخص یادآور می‌شود که «دختر هندی» اسلیک ریک نمونه خوبی از نوع شوخ‌طبعی است که در دوران طلایی هیپ هاپ وجود داشته‌است و پیتر شاپیرو می‌گوید که «او از رودی ری مور یا رد فاکس بامزه تر بود».
اسلیک ریک از تلفظ کاملاً واضح استفاده می‌کند و برخی از تلفظ‌های انگلیسی را حفظ می‌کند، همین امر باعث شد شاپیرو بگوید که به " انگلیسی ملکه " می‌خواند می‌زند. OC اظهار داشت: «The Great Adventures of Slick Rick یکی از بزرگترین آلبومهای تاریخ است … چیزهایی که او در آنجا فقط می‌گفت، خیلی واضح بود … شخص هجایی [واضح] Slick Rick برای من بود». وی همچنین به خاطر «جریان روان و مبهم انگلیس» منحصر به فرد خود که حاوی ساختارهای متمایز است شهرت دارد. در کتاب How to Rap، اشاره شده‌است که روی آهنگ "I Owner America"، او "تقریباً روی همه ضربات ۱ بقیه استراحت می‌دهد تا هر مجموعه از دو خط با یک استراحت شروع شود." کول مو دی اظهار داشت که، «ریک کاملاً اصیل بود در زمانی که بیشتر رپرها از شواهد بسیار مشابهی استفاده می‌کردند.» او آنچه را که به عنوان "آهنگهای آواز" خوانده می‌شود، دارد. Andy Cat of Ugly Duckling ذکر می‌کند که اسلیک ریک از آهنگ تحویل آهنگ در آهنگ "Hey Young World" استفاده می‌کند. اسلیک ریک همچنین به این شناخته شده‌است که به‌طور گسترده از پانچ استفاده می‌کند، به ویژه در داستانش به عنوان شخصیت‌های مختلف قافیه است. کول مو دی می‌گوید ریک از «چند صدا برای به تصویر کشیدن چند شخصیت» استفاده کرده‌است.

## ترانه‌شناسی
- The Great Adventures of Slick Rick (1988)
- The Ruler's Back (1991)
- Behind Bars (1994)
- هنر قصه گویی (۱۹۹۹)